# 大草秀幸
大草 秀幸（おおくさ ひでゆき、1947年4月2日 - 2019年6月12日）は、日本のジャーナリスト、政治家、社会運動家。元佐賀県相知町長（2期）。

## 来歴
佐賀県唐津市生まれ。佐賀県立唐津東高等学校、日本大学法学部新聞学科卒業。1970年（昭和45年）に佐賀新聞社へ入社。記者を経て、編集局次長や販売局長などを歴任。 記者時代の連載「ガン制圧への道」は日本対がん協会賞を受賞した（受賞は佐賀新聞社）。1999年（平成11年）に退職。翌年、相知町（現唐津市）の町長選で初当選し、2期務めた。市町村合併に伴い、2005年の唐津市長選に出馬したが、坂井俊之に敗れ落選した。
その後は左派活動に携わり、「憲法理念の実現をめざす第55回大会（護憲大会）」佐賀県実行委員長、悪魔の飽食佐賀合唱団団長、「戦争をさせない佐賀県1000人委員会」代表や、国政選挙で野党共闘を支援する「市民連合さが」の代表代行を務め、2019年の参院選で野党候補一本化の調整役を務めていた。
ほか、佐賀県立男女共同参画センター・佐賀県立生涯学習センター（アバンセ）の館長を務めたほか、葉隠研究会副会長として葉隠に関する書籍の出版や新聞への連載も行った。
2019年6月12日、72歳で死去。

## 著書
- 井本勇 : 90年・あのときこのとき（佐賀新聞社、2015年）
- いまこそ葉隠 現代人のこころに倫理の新風を（佐賀新聞社、2018年）